# Ярчовецька сільська рада
Ярчове́цька сільська́ ра́да — адміністративно-територіальна одиниця та орган місцевого самоврядування у Зборівському районі Тернопільської області. Адміністративний центр — село Ярчівці.

## Загальні відомості
Ярчовецька сільська рада утворена в 1939 році.
- Територія ради: 5,395 км²
- Населення ради: 1 350 осіб (станом на 2001 рік)
- Територією ради протікає річка Гнилка

## Населені пункти
Сільській раді підпорядковані населені пункти:
- с. Ярчівці
- с. Вільшанка
- с. Волосівка
- с. Жуківці
- с. Мшана
- с. Підгайчики

## Склад ради
Рада складається з 18 депутатів та голови.
- Голова ради: Петришин Володимир Євгенович
- Секретар ради: Філь Мирослава Романівна

### Керівний склад попередніх скликань
| Прізвище, ім'я, по батькові  | Основні відомості                                                 | Дата обрання | Дата звільнення |
| ---------------------------- | ----------------------------------------------------------------- | ------------ | --------------- |
| Жук Мирослава Ярославівна    | Сільський голова, 1962 року народження, позапартійна              | 26.03.2006   | 31.10.2010      |
| Петришин Володимир Євгенович | Сільський голова, 1958 року народження, освіта вища, безпартійний | 31.10.2010   |                 |

Примітка: таблиця складена за даними сайту Верховної Ради України

### Депутати
За результатами місцевих виборів 2010 року депутатами ради стали:

#### За суб'єктами висування
| Суб'єкт висування | Кількість обраних депутатів | %   |
| ----------------- | --------------------------- | --- |
| Самовисування     | 18                          | 100 |

#### За округами
| № округу | Прізвище, ім'я, по батькові    | Дата визнання обраним | Освіта             | Партійна приналежність | Відомості про обраного депутата                                                                 |
| -------- | ------------------------------ | --------------------- | ------------------ | ---------------------- | ----------------------------------------------------------------------------------------------- |
| 1        | Бартош Надія Степанівна        | 01.11.2010            | вища               | позапартійна           | Ярчовецька сільська рада, землевпорядник                                                        |
| 2        | Матвійцьо Ігор Ярославович     | 01.11.2010            | середня            | позапартійний          | тимчасово не працює                                                                             |
| 3        | Петришин Надія Іванівна        | 01.11.2010            | вища               | позапартійна           | Ярчовецька сільська рада, бухгалтер                                                             |
| 4        | Філь Мирослава Романівна       | 01.11.2010            | середня спеціальна | позапартійна           | Ярчовецька сільська рада, секретар                                                              |
| 5        | Маркевич Андрій Зіновійович    | 01.11.2010            | середня спеціальна | позапартійний          | тимчасово не працює                                                                             |
| 6        | Венгер Андрій Тарасович        | 01.11.2010            | середня спеціальна | позапартійний          | Тернопільська дистанція колії Львівської залізниці, монтер                                      |
| 7        | Романишин Андрій Володимирович | 01.11.2010            | середня спеціальна | позапартійний          | тимчасово не працює                                                                             |
| 8        | Савюк Дмитро Васильович        | 01.11.2010            | середня спеціальна | позапартійний          | ТзОВ «Тернопільбуд», будівельник                                                                |
| 9        | Шалай Андрій Іванович          | 01.11.2010            | середня спеціальна | позапартійний          | тимчасово не працює                                                                             |
| 10       | Біловус Андрій Мирославович    | 01.11.2010            | середня спеціальна | позапартійний          | ПП «Правестбуд», будівельник                                                                    |
| 11       | Венгер Марія Іванівна          | 01.11.2010            | середня            | позапартійна           | Ярчовецьке поштове відділення, листоноша                                                        |
| 12       | Костюк Іванна Омелянівна       | 01.11.2010            | середня            | позапартійна           | Бібліотека с. Волосівка, бібліотекар                                                            |
| 13       | Максимів Ольга Казимирівна     | 01.11.2010            | середня спеціальна | позапартійна           | ТзОВ "Розтоцьке ", обліковець                                                                   |
| 14       | Жук Мирослава Ярославівна      | 01.11.2010            | середня спеціальна | позапартійна           | Ярчовецька сільська рада, голова                                                                |
| 15       | Гинда Василь Іванович          | 01.11.2010            | середня спеціальна | позапартійний          | приватний підприємець                                                                           |
| 16       | Прокопович Оксана Миколаївна   | 01.11.2010            | середня            | позапартійна           | фельдшерсько-акушерський пункт с. Мшана, санітарка                                              |
| 17       | Федьків Віталій Іванович       | 01.11.2010            | вища               | позапартійний          | тимчасово не працює                                                                             |
| 18       | Гуляща Олександра Василівна    | 01.11.2010            | середня            | позапартійна           | Територіальний центр соціального обслуговування населення Зборівської РДА, соціальний працівник |